# Бърт Уорд
Бърт Уорд (на английски: Burt Ward) (роден Бърт Джон Джървис младши, 6 юли 1945 г.) е американски актьор и активист. Най-известен е с ролята си на Дик Грейсън/Робин в сериала „Батман“, излъчващ се в периода 1966 – 1968 г. по ABC.

## Личен живот
Заедно с първата си съпруга Бони Линдзи имат една дъщеря, родена през 1966 г., която става майка през 1991 г. Уорд и Линдси се женят през 1965 г. и се развеждат през 1967 г. От 1990 г. е женен за Трейси Поснър. Имат една дъщеря на име Мелъди Лейн Уорд, родена на 16 февруари 1991 г.